# Список молодих австралійців року
«Молодий австралієць року» (англ. The Young Australian of the Year Awards) — нагорода, заснована у 1979 році, вручається видатним і винятковим австралійцям у віці від 16 до 30 років. 1993 рік був єдиним роком, в якому нагорода не була вручена.
Нагорода «Молодий австралієць року» вручається на двох рівнях - штатів/територій та національному. Комітети штатів і територій обирають чотирьох фіналістів для, один з яких отримує нагороду штату/території. Переможець на рівні штат/територія автоматично стає фіналістом національної нагороди.
Оголошення переможця цієї престижної програми відбувається в Канберрі в переддень Дня Австралії.
| Рік нагородження | ПІБ                                     |
| ---------------- | --------------------------------------- |
| 1979             | Джулія Сохацкі (Julie Sochacki)         |
| 1980             | Петер Хіл (Peter Hill)                  |
| 1981             | Пол Радлі (Paul Radley)                 |
| 1982             | Марк Елла (Mark Ella)                   |
| 1983             | Майкл Валдок (Michael Waldock)          |
| 1984             | Джон Сібен (Jon Sieben)                 |
| 1985             | Деане Макінтайр(Deahnne McIntyre)       |
| 1986             | Сімон Янг (Simone Young)                |
| 1987             | Марті Гаувін (Marty Gauvin)             |
| 1988             | Дункан Армстронг (Duncan Armstrong)     |
| 1989             | Брендан Борелліні (Brendan Borellini)   |
| 1990             | Каті Фрімен (Cathy Freeman)             |
| 1991             | Сімон Фейрвезер (Simon Fairweather)     |
| 1992             | Кьєран Перкінс (Kieren Perkins)         |
| 1994             | Анна Браун (Anna Bown)                  |
| 1995             | Поппі Кінг (Poppy King)                 |
| 1996             | Ребекка Чемберс (Rebecca Chambers)      |
| 1997             | Нова Періс-Кнібон (Nova Peris-Kneebone) |
| 1998             | Тан Лі (Tan Le)                         |
| 1999             | Браян Генслер (Bryan Gaensler)          |
| 2000             | Ян Торп                                 |
| 2001             | Джеймс Фітцпатрік (James Fitzpatrick)   |
| 2002             | Скот Хакнол (Scott Hocknull)            |
| 2003             | Ллейтон Г'юїтт                          |
| 2004             | Г'ю Еванс (Hugh Evans)                  |
| 2005             | Хоа До (Khoa Do)                        |
| 2006             | Тріша Броадбрідж (Trisha Broadbridge)   |
| 2007             | Таня Майор (Tania Major)                |
| 2008             | Кейсі Стоунер                           |
| 2009             | Джонті Буш (Jonty Bush)                 |
| 2010             | Марк Дональдсон (Mark Donaldson)        |
| 2011             | Джесіка Вотсон                          |
| 2012             | Маріта Ченг (Marita Cheng)              |
| 2013             | Акрам Азімі (Akram Azimi)               |
| 2014             | Жаклін Фріні                            |